# Schlürfbienen
Die Schlürfbienen (Rophites) sind eine Gattung aus der Familie der Halictidae innerhalb der Bienen. Von ihnen sind 14 Arten bekannt, 12 kommen davon auch in Europa vor,   in Mitteleuropa sind es zwei, in Österreich noch eine weitere, Rophites hartmanni. Die Gattung ist paläarktisch verbreitet und nahe mit den Glanzbienen (Dufourea) verwandt.

## Merkmale
Die Bienen erreichen eine Körperlänge von 7 bis 10 Millimetern und haben eine braunschwarze Körperfarbe. Der Thorax ist stark gelblich bis hellbraun behaart. Die Tergite des Hinterleibs weisen wie bei den Furchenbienen (Halictus) schmale helle Binden am Hinterrand auf, der Längsfurche am letzten Tergit fehlt die helle Färbung. Die Weibchen besitzen auf der Stirn einen aus Haaren bestehenden Stachel, der das Pollensammeln in kleinen Blüten von Lippenblütlern erleichtert. Die kurzen Fühler der Drohnen sind unterseitig orangebraun gefärbt. Drohnen haben zudem eine graubraune Behaarung am Hinterleib und eine schmale Analplatte, die über den Rand des letzten Tergits hinausragt.

## Lebensweise
Schlürfbienen sind oligolektisch und sammeln nur Pollen von Lippenblütlern (Lamiaceae), etwa von Ziesten (Stachys) und Schwarznesseln (Ballota). Sie drücken dabei ihren Haarstachel gegen die Staubbeutel der Blüten, um so an den Pollen zu gelangen, und bürsten ihn dann mit den Vorderbeinen aus, um ihn mit den mittleren Beinpaaren an den Haarbürsten der Hinterschienen und den Körbchen auf der Unterseite der Hinterschenkel anzubringen. Die Drohnen fliegen auf der Suche nach Weibchen an den Trachtpflanzen umher und übernachten häufig auch auf dessen Blüten.
Die Tiere fliegen in einer Generation von Juni bis August und nisten jeweils solitär in kleinen Gemeinschaften an vegetationslosen bis leicht bewachsenen Flächen. Die Nester werden senkrecht in einer Tiefe von 15 bis 25 Zentimetern angelegt, wobei ein bis drei horizontale Brutzellen nebeneinander am Ende von 5 bis 15 Millimeter langen, rechtwinkelig zum Hauptgang abzweigenden Seitengängen angelegt werden. Die Seitengänge werden nach dem schließen der Brutzellen wieder zugefüllt. Die Larven verpuppen sich in einem Kokon und überwintern. Die Schlürfbienen werden von Kuckucksbienen aus der Gattung der Kraftbienen (Biastes) parasitiert. Da sie nur mehr sehr selten sind, sind auch ihre Parasiten gefährdet.

## Arten (Europa)
- Rophites algirus Perez, 1895
- Rophites canus Eversmann, 1852
- Rophites caucasicus Morley, 1876
- Rophites clypealis Schwammberger, 1976
- Rophites epiroticus (Schwammberger, 1975)
- Rophites foveolatus Friese, 1900
- Rophites graeca (Ebmer, 1976)
- Rophites hartmanni Friese, 1902
- Rophites hellenicus Ebmer, 1984
- Rophites quinquespinosus Spinola, 1808
- Rophites styx (Ebmer, 1976)
- Rophites thracius Ebmer, 1993
- Rophites trispinosus Schummel, 1829